# Pietro Mengoli
Pietro Mengoli (Bolonha, 1626 — 1686) foi um matemático e clérigo italiano.
Foi aluno de Bonaventura Cavalieri na Universidade de Bolonha, onde o sucedeu, em 1647, permanecendo como professor por 39 anos.
Em 1647 formulou o Problema de Basileia, resolvido em 1735 por Leonhard Euler.

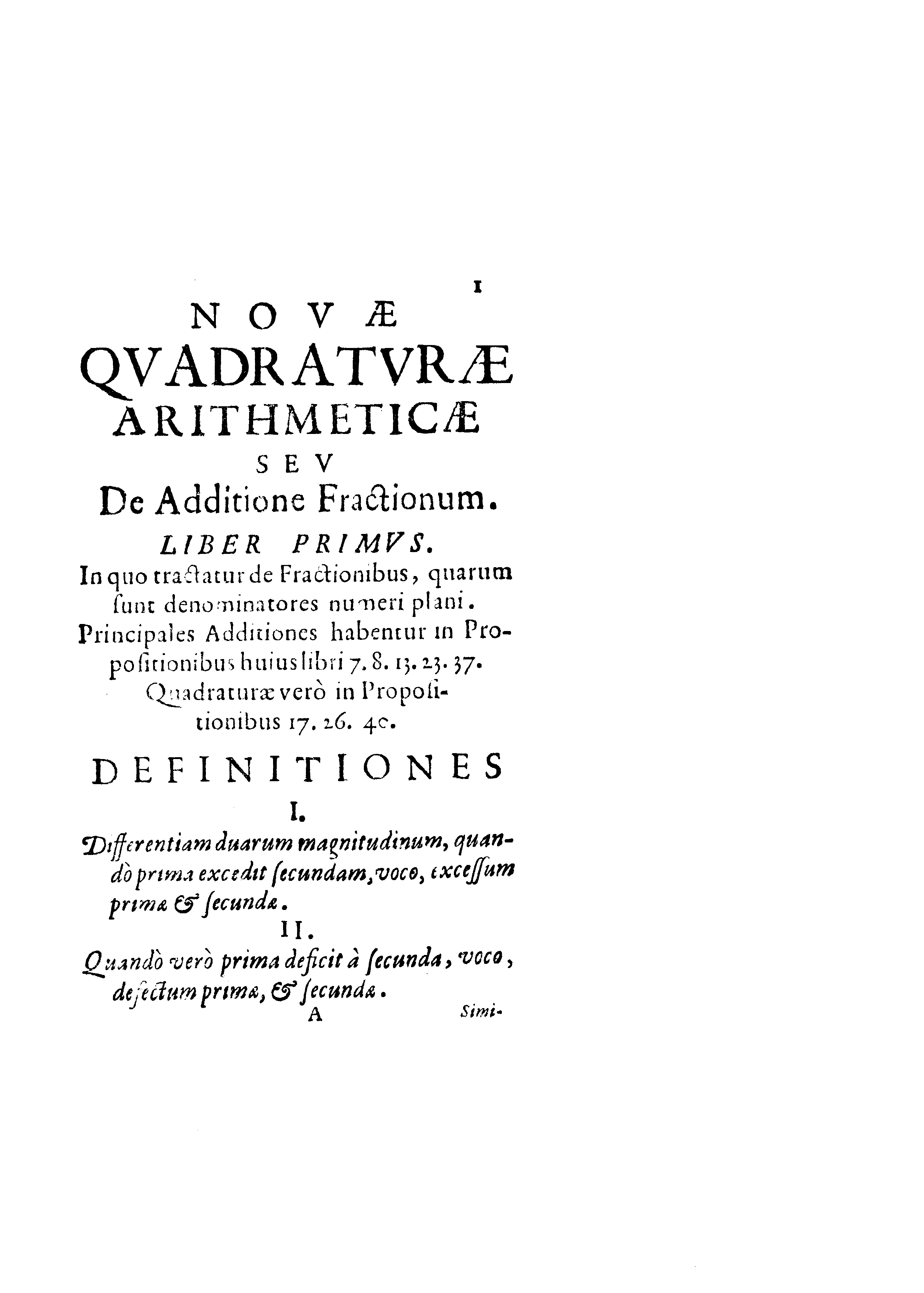
Novae quadraturae arithmeticae, 1650

Escreveu um artigo em 1650, no qual provou que a soma da série harmônica alternada é igual ao logaritmo natural de dois.
Também provou que a série harmônica não converge, e também provou que o produto de Wallis para {\displaystyle \pi } é correto.